# ЦЕР-12

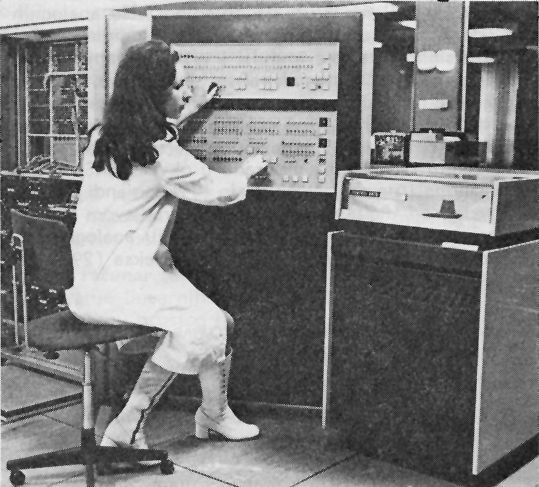
ЦЕР-12, центральный процессор (1971)

ЦЕР-12 (серб. Цифарски Електронски Рачунар, модел 12) — югославский цифровой компьютер, созданный в институте Михаила Пупина в 1968—1971 годах. Разработчиками выступили инженеры Бранимир Лепосавич и Петар Врбавац.
ЦЕР-12 был предназначен для обработки деловой информации. Его основными элементами были сверхбольшие интегральные схемы с монтажом накруткой, магнитные диски CDC, магнитные ленты Ampex, быстрый построчный принтер и дисплей-монитор. Было собрано два таких компьютера: первый работал в вычислительном центре института Михаила Пупина в Белграде до 1997 года, пока не был заменён современными компьютерными сетями и подключением к Интернету. Второй экземпляр работал в воеводинском кредитном банке «Зренянин».

## Центральный процессор

### Первичная память
- Тип: память на магнитопроводах
- Вместимость: до 8 модулей, каждый состоял из 8 килослов (каждое по 4 байта).
- Скорость: цикл — 1 мкс, время доступа — 0,4 мкс.

### Арифметико-логическое устройство
- 32-битный аккумулятор
- Две отдельные группы по из 8 2-байтовых индексных регистров
- Однобитовый сумматор, работавший как в двоичной системе счисления, так и в двоично-десятичном коде (используется также для вычитания, умножения и деления)

### Устройство управления
Устройство управления включало в себя счётчик команд и регистр команд. Оно извлекало инструкции и облегчало ход выполнения программы. Поддерживало набор команд одного операнда, работало со всеми 16 индексными регистрами арифметического устройства.

### Система прерываний
Система прерываний состояла из большого количества соответствующих регистров и программ. Поддерживала до 32 каналов прерывания.

### Панель управления
Панель управления позволяла оператору управлять ходом выполнения программы, изменять его и устранять ошибки, обнаруженные специальной схемой. Включала в себя множество индикаторов и переключателей.

## Операционная система
В состав программного обеспечения ЦЕР-12 входили:
- Операционная система
- «Символический язык программирования» и ассемблер (он же «автокодер»)
- Входные и выходные подпрограммы
- Ряд тестовых программ
- Компиляторы FORTRAN IV и COBOL
- Оборудование для линейного программирования и работы системы PERT
- Библиотека приложений и подпрограмм

## Периферийные устройства
- Считыватель информации с перфолент PE 1001: от 5 до 8 дорожек, 500 символов в секунду
- Устройство ввода для перфолент PE 1501: от 5 до 8 дорожек, 150 символов в секунду
- Магнитный диск CDC 9432 как вторичное устройство (4096000 символов на шесть дисков, 100 цилиндров с 16 секторами по 1536 бит каждый или по 48 процессорных слов, переход с дорожки на дорожку 30 мс, период оборота 25 мс)
- Телетайп IBM 1735
- Построчный принтер ICL 667: 725 строк в минуту для 64-символьного алфавита или 880 строк в минуту для 50-символьного алфавита